# Westendorf (powiat Augsburg)
Westendorf – miejscowość i gmina w Niemczech, w kraju związkowym Bawaria, w rejencji Szwabia, w regionie Augsburg, w powiecie Augsburg, wchodzi w skład wspólnoty administracyjnej Nordendorf. Leży około 22 km na północ od Augsburga, przy drodze B2 i linii kolejowej Monachium – Norymberga.

## Polityka
Wójtem gminy jest Henriette Kirst-Kopp, rada gminy składa się z 12 osób.
|      | CSU/BG | SPD/PBB | FWV | Razem |
| 2008 | 5      | 2       | 5   | 12    |
| 2002 | 6      | 2       | 4   | 12    |